# گریت‌فول دد
گرِیت‌فول دد (انگلیسی: Grateful Dead) گروه موسیقی راک آمریکایی بود که سال ۱۹۶۵ (همزمان با پاگرفتن ضدفرهنگ دهه ۱۹۶۰) در پالو آلتو، کالیفرنیا شکل گرفت. شهرت این گروه که اعضایش همواره بین پنج تا هفت نفر متغیر بود، به‌خاطر سبک منحصربه‌فرد که تلفیقی از سبک‌های گوناگون ازجمله کانتری، فولک، بلوگرس، بلوز، رگه، جازِ بداهه‌نواز، سایکدلیک راک و اسپیس راک و همچنین به‌خاطر گروه هوادارانشان بود که به ددهدها (Deadheads) معروف بودند.
به‌نوشتهٔ لنی کی، گریت‌فول دد با بهره‌گیری از سبک‌های گوناگون «به ساحت‌هایی وارد می‌شد که دیگر گروه‌ها حتی از وجودشان بی‌خبر بودند». مجله رولینگ استون این گروه را در رتبه ۵۷ام از فهرست برترین هنرمندان تاریخ جای داد. آن‌ها سال ۱۹۹۴ به تالار مشاهیر راک اند رول وارد شدند و کنسرتشان در سالن بارتون هارت دانشگاه کرنل (۸ می ۱۹۷۷) به‌منظور محافظت در فهرست ملی ضبط اصوات کتابخانه کنگره قرارگرفت.
گریت‌فول دد تاکنون بیش از ۳۵میلیون نسخه آلبوم در سراسر جهان فروخته است.